# Lachnopterus auripennis
Lachnopterus auripennis là một loài bọ cánh cứng trong họ Cerambycidae.